# Tir als Jocs Olímpics d'estiu de 1920 - Pistola lliure, 50 metres per equips
La competició de pistola lliure, 50 metres per equips va ser una de les vint-i-una proves del programa de Tir dels Jocs Olímpics d'Anvers de 1920. Es disputà el 2 d'agost de 1920 i hi van prendre part 65 tiradors procedents de 13 nacions diferents.

## Medallistes
| Or                                                                                       | Plata | Bronze                                                                                           |
| Estats UnitsRaymond Bracken · Karl Frederick · Michael Kelly · Alfred Lane · James Snook | SuèciaAnders Andersson · Gunnar Gabrielsson · Sigvard Hultcrantz · Anders Johnson · Casimir Reuterskiöld | BrasilDario Barbosa · Afrânio da Costa · Guilherme Paraense · Fernando Soledade · Sebastião Wolf |

## Resultats
La suma dels resultats dels cinc tiradors de cada equip és la que determina el resultat final.
| Pos. | Nació          | Tirador                    | Punts       | Punts  |
| Pos. | Nació          | Tirador                    | Individuals | Totals |
| ---- | -------------- | -------------------------- | ----------- | ------ |
| 1    | Estats Units   | Karl Frederick             | 496         | 2.372  |
| 1    | Estats Units   | Alfred Lane                | 481         | 2.372  |
| 1    | Estats Units   | James Snook                | 471         | 2.372  |
| 1    | Estats Units   | Raymond Bracken            | 456         | 2.372  |
| 1    | Estats Units   | Michael Kelly              | 468         | 2.372  |
| 2    | Suècia         | Anders Andersson           | 467         | 2.289  |
| 2    | Suècia         | Casimir Reuterskiöld       | 464         | 2.289  |
| 2    | Suècia         | Gunnar Gabrielsson         | 460         | 2.289  |
| 2    | Suècia         | Sigvard Hultcrantz         | 450         | 2.289  |
| 2    | Suècia         | Anders Johnson             | 448         | 2.289  |
| 3    | Brasil         | Afrânio da Costa           | 489         | 2.264  |
| 3    | Brasil         | Guilherme Parãense         | 456         | 2.264  |
| 3    | Brasil         | Sebastião Wolf             | 454         | 2.264  |
| 3    | Brasil         | Dario Barbosa              | 441         | 2.264  |
| 3    | Brasil         | Fernando Soledade          | 424         | 2.264  |
| 4    | Grècia         | Iason Sappas               | 464         | 2.240  |
| 4    | Grècia         | Ioannis Theofilakis        | 462         | 2.240  |
| 4    | Grècia         | Alexandros Theofilakis     | ND          | 2.240  |
| 4    | Grècia         | Geórgios Moraitinis        | ND          | 2.240  |
| 4    | Grècia         | Alexandros Vrasivanopoulos | ND          | 2.240  |
| 5    | Bèlgica        | Paul Van Asbroeck          | 466         | 2.229  |
| 5    | Bèlgica        | Conrad Adriaenssens        | ND          | 2.229  |
| 5    | Bèlgica        | Arthur Balbaert            | ND          | 2.229  |
| 5    | Bèlgica        | Joseph Haesaerts           | ND          | 2.229  |
| 5    | Bèlgica        | François Heyens            | ND          | 2.229  |
| 6    | França         | Joseph Pecchia             | ND          | 2.225  |
| 6    | França         | Jules Maujean              | ND          | 2.225  |
| 6    | França         | Léon Johnson               | ND          | 2.225  |
| 6    | França         | Émile Boitout              | ND          | 2.225  |
| 6    | França         | André Regaud               | ND          | 2.225  |
| 7    | Itàlia         | Riccardo Ticchi            | ND          | 2.224  |
| 7    | Itàlia         | Alfredo Galli              | ND          | 2.224  |
| 7    | Itàlia         | Roberto Preda              | ND          | 2.224  |
| 7    | Itàlia         | Giancarlo Boriani          | ND          | 2.224  |
| 7    | Itàlia         | Raffaele Frasca            | ND          | 2.224  |
| 8    | Dinamarca      | Niels Larsen               | 470         | 2.159  |
| 8    | Dinamarca      | Lars Jørgen Madsen         | 450         | 2.159  |
| 8    | Dinamarca      | Otto Plantener             | 419         | 2.159  |
| 8    | Dinamarca      | Carl Pedersen              | 413         | 2.159  |
| 8    | Dinamarca      | Christian Andersen         | 407         | 2.159  |
| 9    | Suïssa         | Fritz Zulauf               | ND          | 2.136  |
| 9    | Suïssa         | Domenico Giambonini        | ND          | 2.136  |
| 9    | Suïssa         | Hans Egli                  | ND          | 2.136  |
| 9    | Suïssa         | Gustave Amoudruz           | ND          | 2.136  |
| 9    | Suïssa         | Bernhard Siegenthaler      | ND          | 2.136  |
| 10   | Països Baixos  | Gerard van den Berg        | 445         | 2.123  |
| 10   | Països Baixos  | Antonius Bouwens           | 444         | 2.123  |
| 10   | Països Baixos  | Klaas Woldendorp           | 443         | 2.123  |
| 10   | Països Baixos  | Cornelis van Altenburg     | 397         | 2.123  |
| 10   | Països Baixos  | Herman Bouwens             | 394         | 2.123  |
| 11   | Finlàndia      | Frans Nässling             | ND          | 2.052  |
| 11   | Finlàndia      | Voitto Kolho               | ND          | 2.052  |
| 11   | Finlàndia      | Toivo Tikkanen             | ND          | 2.052  |
| 11   | Finlàndia      | Nestor Toivonen            | ND          | 2.052  |
| 11   | Finlàndia      | Yrjö Kolho                 | ND          | 2.052  |
| 12   | ESP            | José Benito López          | ND          | 2.010  |
| 12   | ESP            | Lluís Calvet               | ND          | 2.010  |
| 12   | ESP            | Antonio Bonilla            | ND          | 2.010  |
| 12   | ESP            | Josep Maria Miró           | ND          | 2.010  |
| 12   | ESP            | Antonio Vázquez            | ND          | 2.010  |
| 13   | Txecoslovàquia | František Procházka        | ND          | DNF    |
| 13   | Txecoslovàquia | Josef Štojdl               | ND          | DNF    |
| 13   | Txecoslovàquia | František Bláha            | ND          | DNF    |
| 13   | Txecoslovàquia | Antonín Brych              | ND          | DNF    |
| 13   | Txecoslovàquia | Václav Kindl               | ND          | DNF    |